# Phalangium rudipalpe
Phalangium rudipalpe is een hooiwagen uit de familie echte hooiwagens (Phalangiidae).